# خضرة محمد خضر
خضره محمد خضر (28 يناير 1918 - 17 ديسمبر 1998)، هي مغنية شعبية مصرية، وأشهر فنانات الغناء الفلكلوري الشعبي المصري.

## حياتها ونشأتها
ولدت في كوم حمادة محافظة البحيرة اكتشفها زكريا الحجاوي وتزوجها سنة 1961 جامع التراث الموسيقي لكنها انفصلا عنها عام 1963، اشتهرت خضرة بقصة أيوب وناعسة التي غنتها مع الفنانة فاطمة عيد من تأليف زكريا الحجاوي.

## أعمالها
- أنا بلدي أرمنت
- يا مسعد يا لي تصلي على النبي
- الصبر طيب للأمارة يصبروا
- ياما اللي كان صابر ينول المغفرة
- واللي معاه صابر يلاقيه في الآخرة
- ياما جرى لأيوب على حكم الزمن
- وادي بنت عمه على البلاوي صابرة
- أيوب وناعسة
- ملاعيب شيحة
- كيد النسا
- على ورق الفل دلعني
- قامت بالغناء في عدد من الأفلام المصرية مثل: أنا الدكتور و شقة الطلبة و ألعاب ممنوعة و هو والنساء